# Saltator grandis
Saltator grandis (зернолуск бурогузий) — вид горобцеподібних птахів родини саякових (Thraupidae). Мешкає в Мексиці і Центральній Америці. Раніше вважався конспецифічним з сірим зернолуском.

## Підвиди
Виділяють шість підвидів:
- S. g. vigorsii Gray, GR, 1844 — північно-західна Мексика (південна Сонора, Сіналоа, захід Дуранго, Наярит і Халіско);
- S. g. plumbiceps Baird, SF, 1867 — західна Мексика (від Халіско до західної Оахаки);
- S. g. grandis (Deppe, 1830) — від північно-східної Мексики (Тамауліс) до центральної Коста-Рики;
- S. g. yucatanensis Berlepsch, 1912 — від Юкатану до сходу Табаско і північно-східного Чіапасу;
- S. g. hesperis Griscom, 1930 — від південної Мексики (Чіапас і східна Оахака) до заходу Нікарагуа;
- S. g. brevicaudus Van Rossem, 1931 — район затоки Нікоя[en] (Коста-Рика).

## Поширення і екологія
Бурогузі зернолуски мешкають в Мексиці, Гватемалі, Белізі, Сальвадорі, Гондурасі, Нікарагуа і Коста-Риці і Панамі. Вони живуть у вологих тропічних лісах. Зустрічаються на висоті до 1500 м над рівнем моря.